# Szerepjáték (videójáték)
A szerepjátékok (rövidítve RPG-k, az angol role-playing game-ből) videójátékok egyik műfaja, melyek a szerepjátékokhoz hasonlítanak. Személyi számítógépre (PC) és konzolokra készülnek. Nem különböznek jelentősen a konzolokra és más platformra készített RPG-ktől, gyakran írják át a konzolos játékokat PC-re és fordítva - jelentősebb eltérést az irányításban lehet tapasztalni.
Az első számítógépekre készített szerepjátékokat Dungeons & Dragons és más korai szerepjátékok inspirálták, melyekhez hasonló játékélményt próbáltak létrehozni.

## Jellemzői
Az RPG-k két kategóriára oszthatóak aszerint, mekkora hangsúlyt fektetnek az akcióra, a harcra és mennyit a történetre, beszélgetésekre és más, nem akciódús RPG játékelemekre.
A harcra összpontosítóakat nevezzük hack 'n slash-nek (magyarul kb. „üsd 's vágd”), amelynek egyik ismert képviselője a Diablo.
A több szerepjáték elemre és történetre építő jellemző RPG-k a BioWare-tól a Baldur's Gate és a Dragon Age: Origins (Dragon Age Vérvonalak) , Knights of the Old Republic, Bethesdattól az The Elder Scrolls sorozat vagy a Black Isle Studios Fallout című játéka, illetve a Square Enix Final Fantasy és Dragon Quest sorozatai.
A számítógépes szerepjátékok speciális változata az MMORPG (Massively Multiplayer Online Role-Playing Game – nagyon sok szereplős online szerepjáték), amely az interneten, online játszható szerepjáték.

### A fejlődésrendszer
Az RPG-k egy másik jellemzője és fontos eleme a fejlődésrendszer vagy „tápolás”. A fejlődésrendszer alapja általában a tapasztalati pont (XP rövidítéssel az azonos jelentésű angol experience point) melyeket a játékos karakter (JK) a cselekedetei vagy pályarészek után kap, amellyel különböző képességeit fejlesztheti - például az erejét vagy kardfogatását, amit ha növel, nagyobb sebzést képes okozni a kardokkal. A fejlődési rendszer legtöbbször több ágra oszlik, így a játékos karakterét különböző specializált irányokba alakíthatja, így kialakítva a tipikus közelharcost, íjászt vagy varázslót.

## FRPG - Online Fórumos Szerepjáték
Szintén a szerepjáték egy közismert formája. Az ott leírtak erre is ugyanúgy vonatkoznak. A játék egy hatalmas világban játszódik, amelyben NJK-k élnek, és a karaktereket a játékosok személyesítik meg. A Kalandmesterek (KM vagy Mesélő) kalandokat szerveznek, amelyen JK-k vehetnek részt. A KM ügyel a játék menetére, a szabályok betartására.
A KM írja le mi történik, a Játékosok reagálnak rá, és megpróbálják megoldani a helyzetet, vagy csak egyszerűen leírják, mit csinál erre a karakterük.
A legtöbb fórumos szerepjáték oldalon van lehetőség Mesélő nélküli játékra, ekkor a játékos karakterek maguknak mesélnek, ők írják le a környezetüket, az eseményeket. Ilyenkor többnyire lassabb játékok történnek, például a karakterek csak beszélgetnek.